# Golo Berg
Golo Berg (* 1968 in Weimar) ist ein deutscher Dirigent.

## Leben
Berg studierte von 1985 bis 1991 bei Gunter Kahlert an der Hochschule für Musik Franz Liszt Weimar. Er besuchte Meisterkurse von Lorin Maazel, Luciano Berio, Michael Gielen, Lothar Zagrosek, Rudolf Barschai, Dmitri Kitajenko und Frans Brüggen. 1990 war er Finalist des „Arturo Toscanini“-Dirigentenwettbewerbs in Parma. Mit 21 Jahren wurde Berg als einer der weltweit jüngsten Chefdirigenten am Landestheater Mecklenburg engagiert. Von 1998 bis 2001 war er Chefdirigent der Hofer Symphoniker und Generalmusikdirektor am Theater Hof, 2001 bis 2009 Generalmusikdirektor am Anhaltischen Theater Dessau und von 2012 bis 2017 Generalmusikdirektor des Theater Vorpommern. Er wechselte zur Saison 2017/2018 ebenfalls als Generalmusikdirektor ans Theater Münster.
Berg dirigierte zahlreiche deutsche Orchester, darunter das Symphonieorchester des Bayerischen Rundfunks, das Rundfunk-Sinfonieorchester Berlin, das MDR-Sinfonieorchester Leipzig, die NDR Radiophilharmonie Hannover und die Hamburger Symphoniker.
Gastdirigate führten Berg ins europäische Ausland nach Großbritannien, Schweiz, Italien, Portugal und Polen als auch nach China ans Shanghay Symphony Orchestra und nach Japan zum Tokyo Metropolitan Symphony Orchestra und Tokyo Symphony Orchestra.
Als Operndirigent gastierte Berg an den Opernhäusern in Leipzig, Köln, Mannheim und am Theater St. Gallen. In fast 100 Musiktheater-Produktionen arbeitete er mit über 30 Regisseuren wie Sebastian Baumgarten, Jonathan Eaton, Johannes Felsenstein, Nicholas Muni, Anthony Pilavachi und Michael Sturm zusammen. Mit der Anhaltischen Philharmonie spielte Berg zahlreiche Rundfunkaufnahmen ein und produzierte für cpo eine Reihe von CDs. 2008 erschien bei Arthaus Filmvertrieb eine von ihm geleitete DVD mit Richard Wagners Tristan und Isolde in der Regie Johannes Felsensteins. Im Auftrag des Deutschen Musikrates, für den er auch als Juror tätig war, leitet Berg regelmäßig Meisterkurse für junge Dirigenten. Seit 2004 gehört er als Gründungsmitglied dem Vorstand der Kunststiftung Sachsen-Anhalt an.